# Henrik Georg Clausen
Henrik Georg Clausen, född den 12 mars 1759 i Karlum, Slesvig, död den 15 februari 1840, var en dansk präst. Han var far till H.N. Clausen.
Clausen kallades, efter att ha beklätt åtskilliga prästerliga sysslor i landsorten, 1797 till kaplan vid Fruekirke i Köpenhamn, där hans predikningar, som förkunnade en sund och förnuftig pliktlära, snart väckte stort uppseende. På anmodan av åtskilliga teologie studerande ställde han sig 1799 i spetsen för en homiletisk förening och var dennas ledare ända till 1809, då han förordnades till lärare i homiletik och kateketik vid det samma år inrättade pastoralseminariet. Han blev stiftsprost i Själlands stift 1811 och tog avsked från detta ämbete 1838. 
Clausen ansågs för Danmarks störste vältalare på sin tid och var i detta land en av de yppersta representanterna för den rationalistiska riktningen. Han kämpade med värme mot den rådande njutningslystnaden och för att väcka sinne för livets högre ändamål samt vördnad för religionen, men tillät sig stora friheter i fråga om kyrkoritualens bestämmelser rörande gudstjänsten. Han nämns som en av stiftarna av "Det skandinaviske Selskab" (1796) och som medlem av "Selskabet for Sandhed" (1798).

## Utmärkelser
- Riddare av Dannebrogorden,  1812[2]
- Dannebrogsmännens hederstecken,  1817[2]

[Redigera Wikidata]